# Deutschsprachige Anwendervereinigung TeX

Logo der DANTE e. V.

Die Deutschsprachige Anwendervereinigung TeX e. V. (kurz DANTE e. V.) ist mit knapp 2000 Mitgliedern (Stand 2019) die größte TeX-Anwendergruppe weltweit.

## Geschichte
Nachdem schon in den Jahren davor locker organisierte Treffen deutschsprachiger TeX-Interessierter stattgefunden hatten, wurde DANTE e. V. am 14. April 1989 in Heidelberg gegründet und unter der Nummer 1659 ins Vereinsregister Heidelberg eingetragen. Der Verein wurde vom Finanzamt als gemeinnützig anerkannt.
Satzungsmäßiger Zweck des Vereins ist die Betreuung und Beratung von TeX-Nutzern im ganzen deutschen Sprachraum. Außerdem vertritt DANTE e. V. die Interessen der deutschsprachigen TeX-Anwender auf internationaler Ebene gegenüber den anderen TeX-Anwendervereinigungen.

## Aktivitäten
DANTE e. V. unterhält mit www.ctan.org  den Server des Comprehensive TeX Archive Network (CTAN), der auf zahlreiche andere gespiegelt wird: mirror.ctan.org.
Zweimal jährlich finden Mitgliederversammlungen mit zusätzlichem Programm (Vorträge und Tutorien) an wechselnden Orten im deutschen Sprachraum statt, an denen auch Nichtmitglieder teilnehmen können.
Viermal jährlich erscheint die Mitgliederzeitschrift Die TeXnische Komödie.
Zusammen mit anderen User Groups wird jährlich die TeX-Distribution TeX Collection herausgegeben und kostenlos an Vereinsmitglieder verteilt. Sie ist auch im Buchhandel erhältlich.

## Ähnliche Gruppen
Internationales Pendant ist die 1980 gegründete TeX Users Group (TUG). Im französischsprachigen Raum besteht seit 1988 die Groupe francophone des Utilisateurs de TeX (GUTenberg).